# Тотори (префектура)
Тотори (на японски: 鳥取県, по английската Система на Хепбърн Tottori-ken, Тотори-кен) е една от 47-те префектури на Япония. Тотори е с население от 618 727 жители (1 декември 2002 г.) и има обща площ от 3507,19 km². Едноименният град Тотори е административният център на префектурата.
Префектурата е по-известна и като място на най-голямото образувание на дюни на територията на днешна Япония.
По данни от 2002 г., префектурата е също така и най-слабо населената в страната.